# Sammy Okpro
Sammy Okpro (Montréal, 2 maggio 1984) è un ex giocatore di football americano e allenatore di football americano canadese, che ha giocato come linebacker.
Dopo aver giocato per due diverse squadre universitarie canadesi viene selezionato dagli Edmonton Eskimos al quarto giro del Draft CFL 2008, con la scelta numero 25; gioca nella stagione 2008, mentre nelle due successive partecipa all'offseason ma non riesce mai a entrare nel roster attivo.